# Regeringsgatans bro

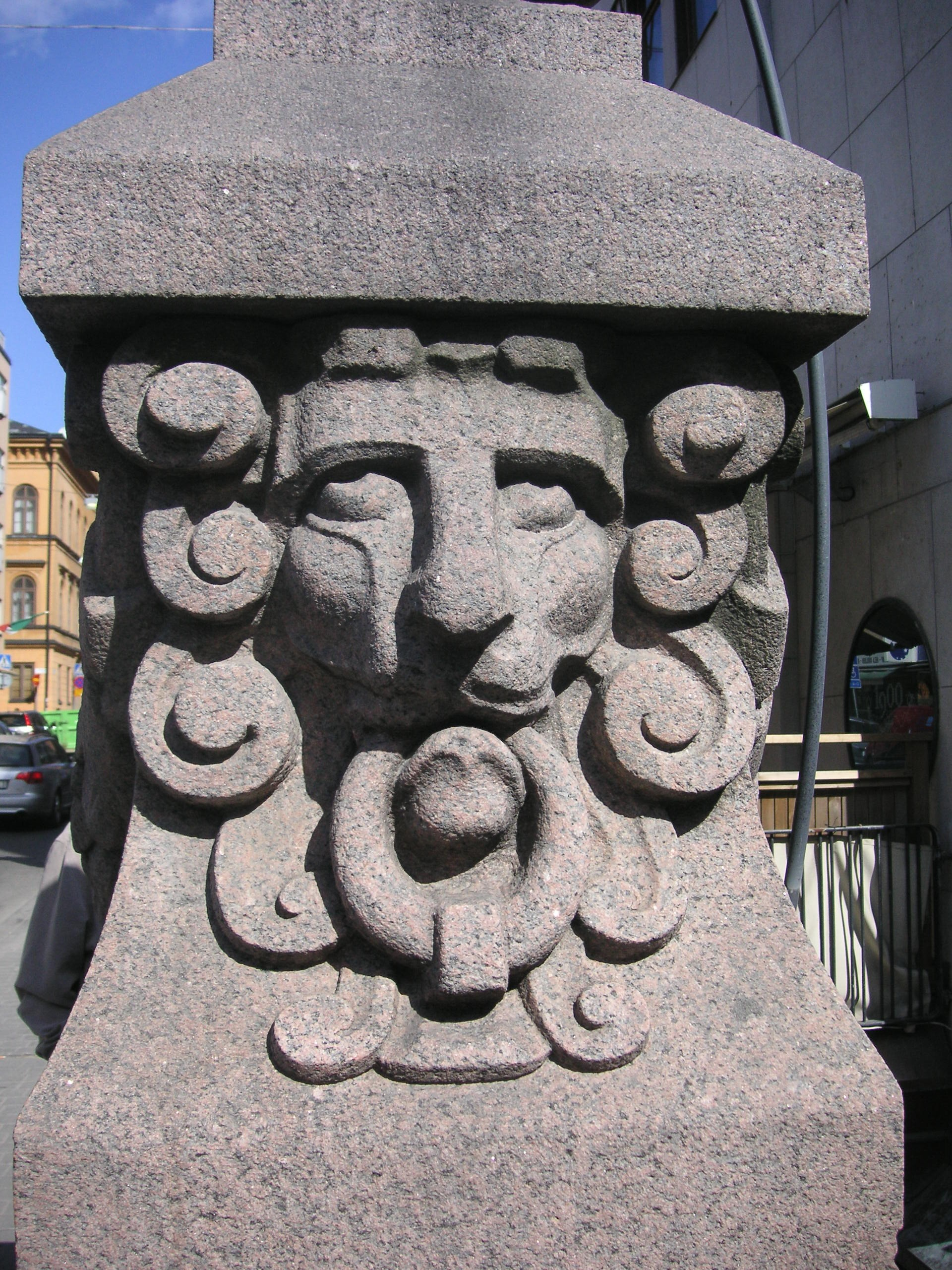
Cabeza de león en la barandilla del puente

Regeringsgatans bro (El puente de Regeringsgatan) o más correctamente Regeringsgatans viadukt över Kungsgatan (Puente de Regeringsgatan sobre Kungsgatan) es un puente en el centro de Estocolmo, Suecia, que toma la calle Regeringsgatan sobre Kungsgatan. Fue inaugurado en 1910.

## Descripción
El puente es un puente combinado de arco y vigas formado por tres vigas de hormigón armado abovedadas por debajo y apoyadas sobre dos soportes. Sus lados verticales revestidos de granito, el puente tiene 11,1 metros de ancho con una calzada de 6,7 metros de ancho. En contraste con el puente paralelo Malmskillnadsbron, el puente de Regeringsgatan usa tres arcos para cruzar Kungsgatan; el tramo central, de 14,5 metros de longitud, pasa sobre la calzada de abajo; mientras que los dos tramos de sus lados, de 5,5 metros de longitud, pasan sobre las aceras de Kungsgatan. Los soportes intermedios difíciles de manejar hacen imposible el uso efectivo del ancho de la calle por debajo, y por lo tanto se ha sugerido sustituir la construcción actual.